# Burda Communications
Burda Communications (wcześniej Vogel Burda Communications) – polska filia niemieckiego wydawnictwa.
Powstała latem 2000 roku we Wrocławiu w wyniku przekształcenia firmy Vogel Publishing. W 2003 połączona z wydawnictwem Lupus. W 2006 roku siedzibę przeniesiono do Warszawy (zamknięcie Chip Komputer Test). W 2007 roku przejęta przez Burda Eastern Europe (zamknięcie Chip Foto-Video Digital oraz Enter), co we wrześniu doprowadziło do zmiany nazwy z Vogel Burda Communications na Burda Communications. Ma formę spółki z ograniczoną odpowiedzialnością. Prezesem jest Christian Fiedler.

## Portfolio
- „Computer Reseller News” – dwutygodnik typu business-to-business
- „Kocham Ogród” – dwumiesięcznik ogrodniczy

## Tytuły zawieszone lub likwidowane
- „Chip” – miesięcznik komputerowy
- „Chip Foto-Video Digital” – miesięcznik poświęcony fotografii cyfrowej
- „Chip Komputer Test” – miesięcznik konsumencki
- „Enter” – miesięcznik informatyczny